# T14 (metrolijn)

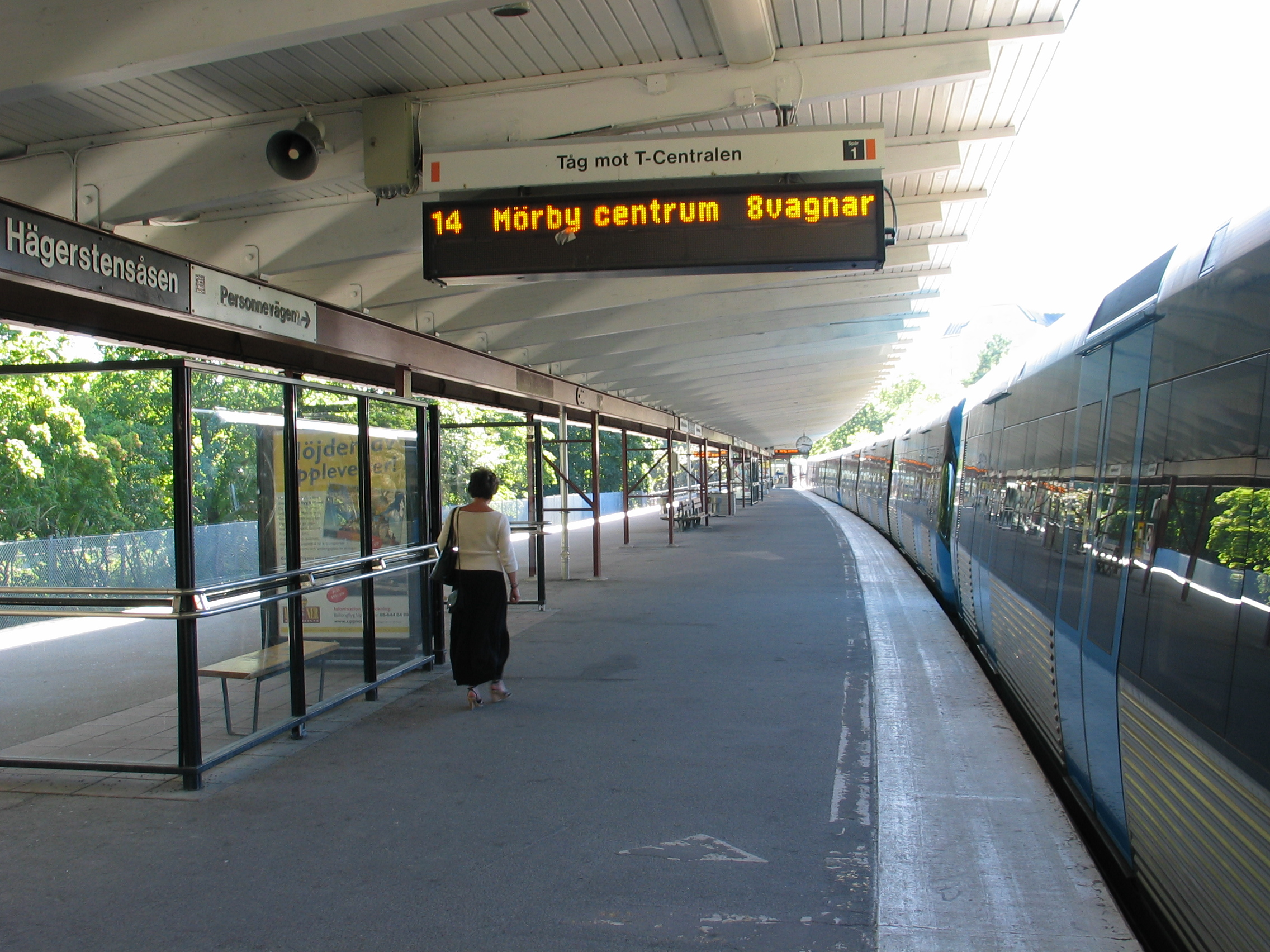
Trein voor T14 klaarstaand voor vertrek vanaf metrostation Hägerstensåsen.

De T14 is een van de twee lijnen van de rode route van de Stockholmse metro. De lijn is 19,5 km lang, telt 19 stations en het duurt 33 minuten om van het beginpunt naar het eindpunt te reizen. De lijn wordt geëxploiteerd door Storstockholms Lokaltrafik.
Het eerste deel werd geopend op 5 april 1964 tussen T-Centralen en Fruängen. In het centrum werden drie bestaande stations voorzien van eigen sporen voor de rode route. Ten zuiden van Slussen kwamen zes nieuwe stations waarvan drie ondergronds op Södermalm, ten westen van Telefonplan werd de bestaande premetro in de lijn opgenomen. In 1965 kwam het voorlopige eindpunt Östermalmstorg gereed, de verdere verlenging naar het noorden volgde in de jaren '70 van de twintigste eeuw.
De lijn bestaat uit de volgende metrostations:
| naam                       | opening          | bouwdeel         | rode route sinds | gemeente  | stadsdeel             |
| -------------------------- | ---------------- | ---------------- | ---------------- | --------- | --------------------- |
| Mörby centrum              | 1978             |                  | 1978             | Danderyd  | Danderyd              |
| Danderyds sjukhus          | 1978             |                  | 1978             | Danderyd  | Danderyd              |
| Bergshamra                 | 1978             |                  | 1978             | Solna     | Bergshamra            |
| Universitetet              | 1975             |                  | 1975             | Stockholm | Östermalm             |
| Tekniska högskolan         | 1973             |                  | 1973             | Stockholm | Östermalm             |
| Stadion                    | 1973             |                  | 1973             | Stockholm | Östermalm             |
| Östermalmstorg             | 1965             | Östermalm        | 1965             | Stockholm | Östermalm             |
| T-Centralen (hoofdstation) | 24 november 1957 | Binnenstad zuid  | 5 april 1964     | Stockholm | Norrmalm              |
| Gamla stan                 | 24 november 1957 | Binnenstad zuid  | 5 april 1964     | Stockholm | Södermalm             |
| Slussen                    | 1 oktober 1933   | Södertunneln     | 5 april 1964     | Stockholm | Södermalm             |
| Mariatorget                | 5 april 1964     | Södermalm        | 5 april 1964     | Stockholm | Södermalm             |
| Zinkensdamm                | 5 april 1964     | Södermalm        | 5 april 1964     | Stockholm | Södermalm             |
| Hornstull                  | 5 april 1964     | Södermalm        | 5 april 1964     | Stockholm | Södermalm             |
| Liljeholmen                | 5 april 1964     | Midsommarkransen | 5 april 1964     | Stockholm | Hägersten-Liljeholmen |
| Midsommarkransen           | 5 april 1964     | Midsommarkransen | 5 april 1964     | Stockholm | Hägersten-Liljeholmen |
| Telefonplan                | 5 april 1964     | Midsommarkransen | 5 april 1964     | Stockholm | Hägersten-Liljeholmen |
| Hägerstensåsen             | 18 november 1945 | premetro zuid    | 5 april 1964     | Stockholm | Hägersten-Liljeholmen |
| Västertorp                 | 1952             | premetro zuid    | 5 april 1964     | Stockholm | Hägersten-Liljeholmen |
| Fruängen                   | 15 april 1956    | premetro zuid    | 5 april 1964     | Stockholm | Hägersten-Liljeholmen |

T10 · 
T11 · 
T13 · 
T14 ·
T15 · 
T17 · 
T18 · 
T19
Fruängen·
Västertorp·
Hägerstensåsen·
Telefonplan ·
Midsommarkransen ·
Liljeholmen ·
Hornstull ·
Zinkensdamm ·
Mariatorget ·
Slussen ·
Gamla Stan ·
T-Centralen ·
Östermalmstorg ·
Stadion ·
Tekniska högskolan ·
Universitetet ·
Bergshamra ·
Danderyds sjukhus ·
Mörby centrum